# 山越長七

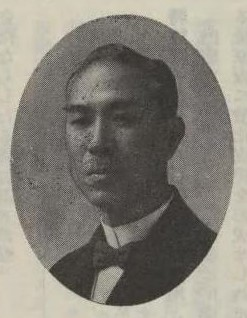
山越長七

山越 長七（やまこし ちょうしち）は、日本の模型創製者が2代にわたり名乗った名前。以下、初代と2代目を分けて説明する。

## 初代山越長七
初代山越長七は、千葉県長生郡日吉村針ヶ谷で生まれる。11歳の時に東京に出て呉服店に奉公したが災厄に見舞われた。その後、独立して小売商を経営したが、1年に3回の火災に遭い、技術的方面に進む決心をした。
当時、帝国大学医科大学助教授であった今田束が彫刻師の北川岸次を指導して医学教授用の人体解剖模型の製作をしていたため、1879年（明治12年）に北川に弟子入りした。3年後に工場の取締を託されるが、師の北川岸次が死去し、この製作作業は大学内において廃止される運命にあった。しかし、1883年 - 1884年（明治16年 - 17年）ごろに今田束の後援の元、下谷区竹町に小工場を起こし模型の制作を開始した。
その後、農科大学から獣医畜産学用の模型製作を命じられたり、各学校より一般生理学用や博物学用の模型製作を命じられ事業が拡大し、1900年（明治33年）に下谷区御徒町三丁目に工場を増築し、山越工作所と命名した。増築後、従来の模型製作の他に博物標本や理化学器械の製作を開始し、事業を拡大した。1924年（大正13年）4月に死去した。

## 2代目山越長七
2代目山越長七は、幼名を良三といい、1884年（明治17年）11月に初代山越長七の二男として生まれた。兄が夭折したため、1917年（大正6年）に家督を相続した。少年時代より父について技術を修得し、1904年（明治37年）に東京帝国大学解剖学教室で解剖学の研究に従事した。1905年（明治38年）に日露戦争に従軍するも翌年に再び解剖学教室に入った。さらに1910年（明治43年）にハンガリーのブダペストで開催された万国連合医学会に帝国大学教授である大沢岳太郎に随行し出席し、欧州各国の視察を終えた後、ウィーン医科大学のドクトルヘンニングに師事し、蝋製模型の制作法を修得して1911年（明治44年）に帰国した。

## 特許
- 特許第24381号 山越式硬質蠟製品製造法